# Літературна премія газети «Афтонбладет»

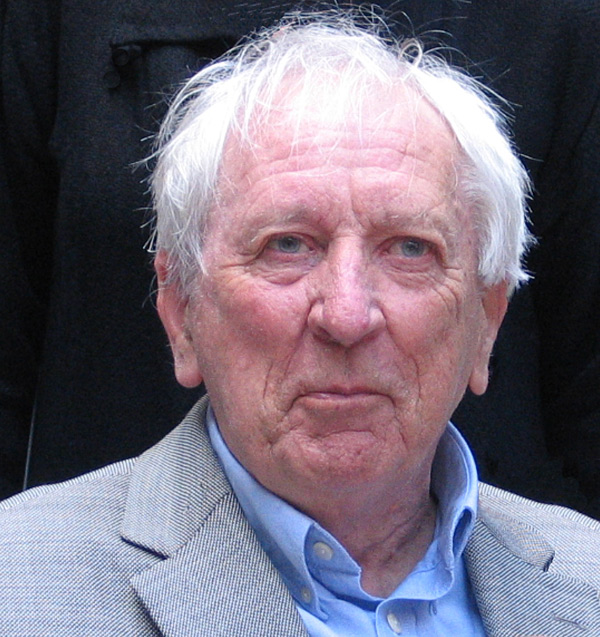
Томас Транстремер, лауреат 1958 року

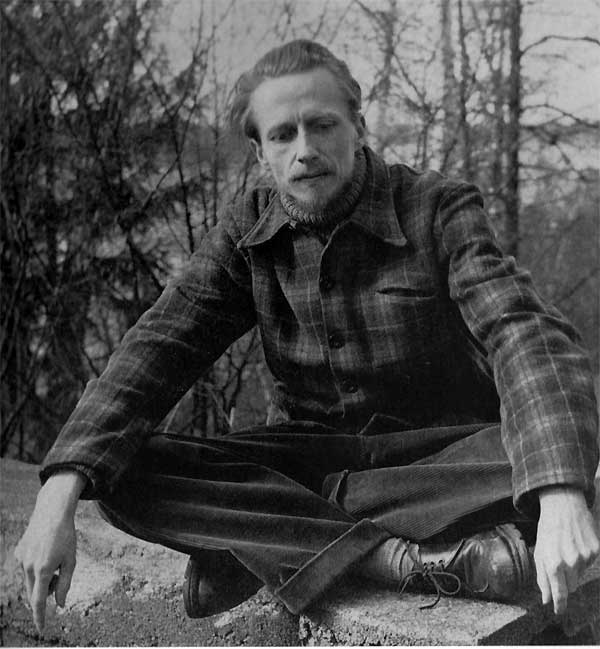
Віллі Чюрклунд, лауреат 1959 року

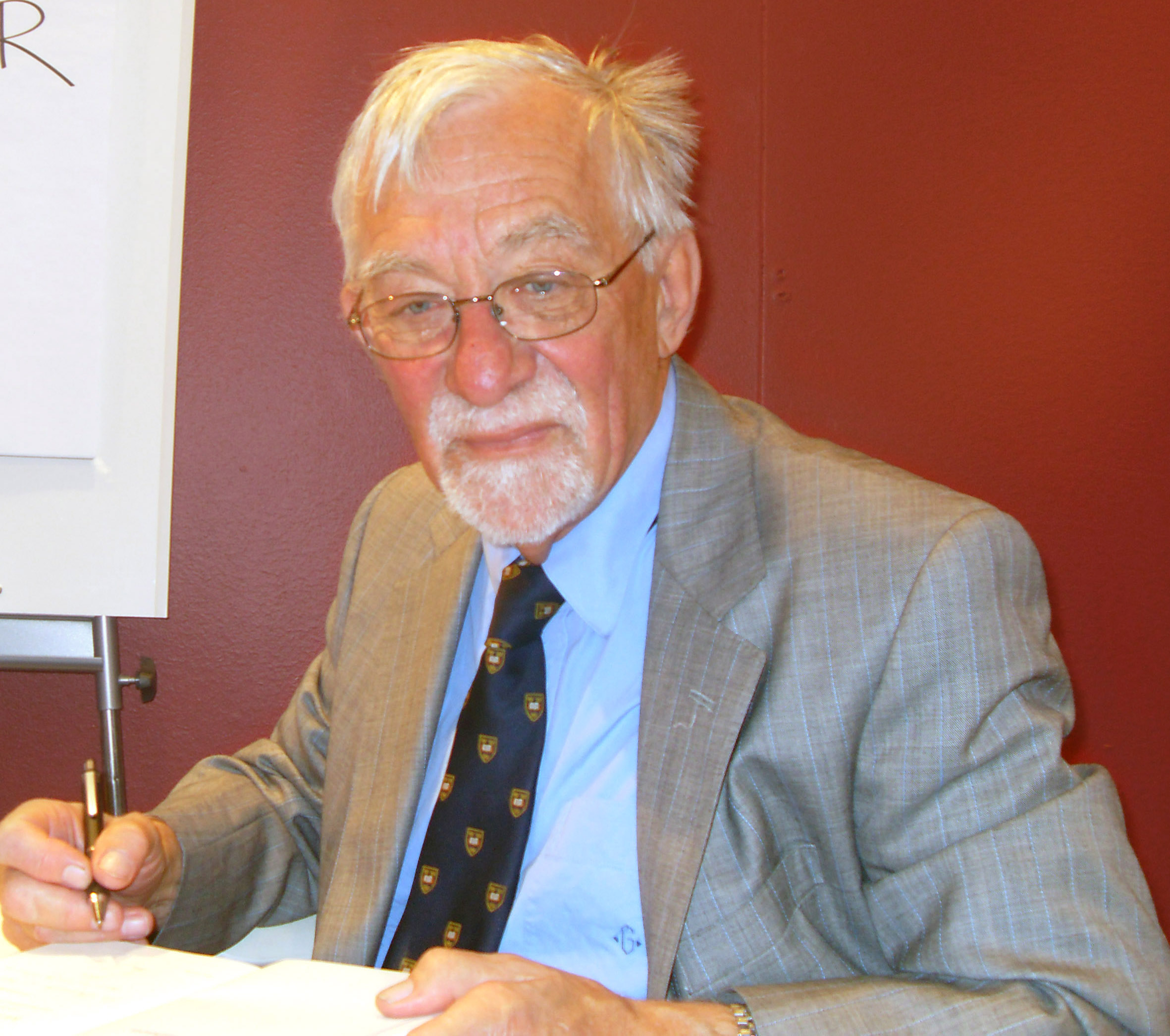
Ларс Ґустаффсон, лауреат 1962 року

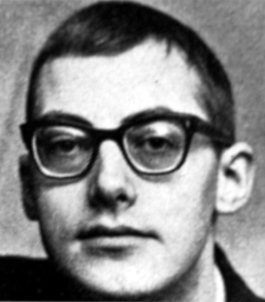
Б'єрн Гокансон, лауреат 1967 року

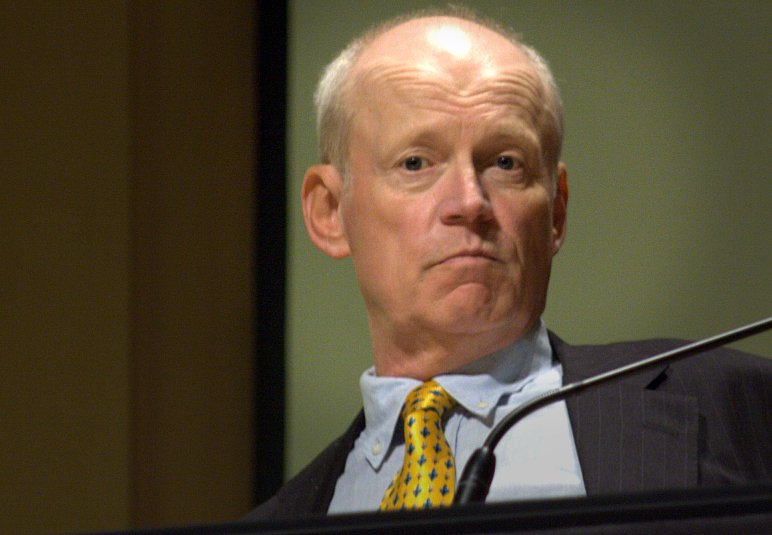
Єран Геґґ, лауреат 1974 року

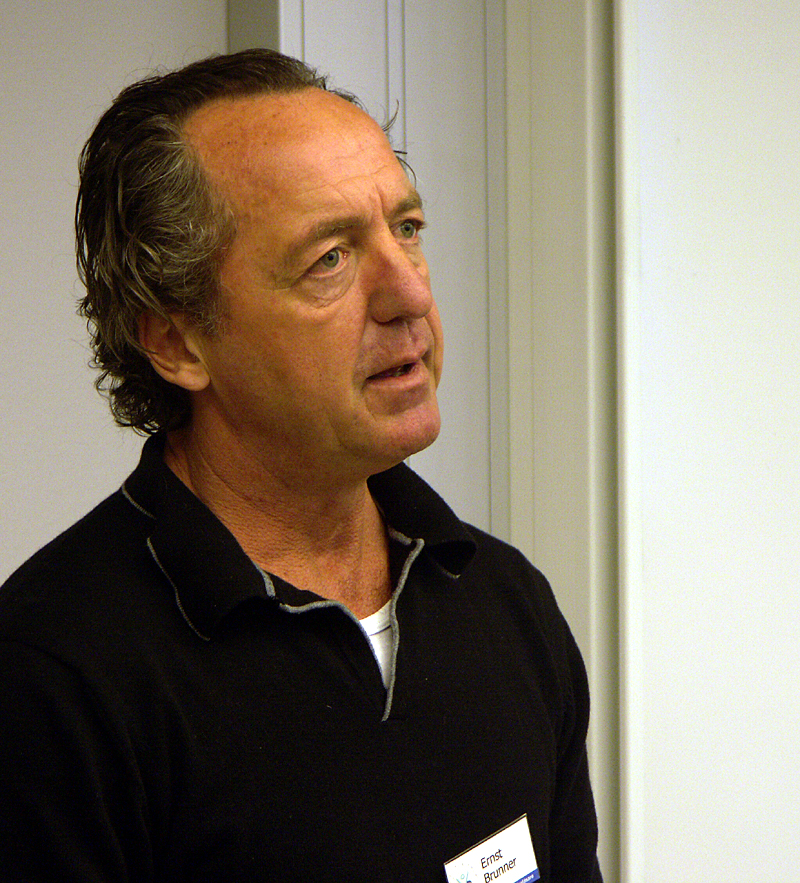
Ернст Бруннер, лауреат 1986 року

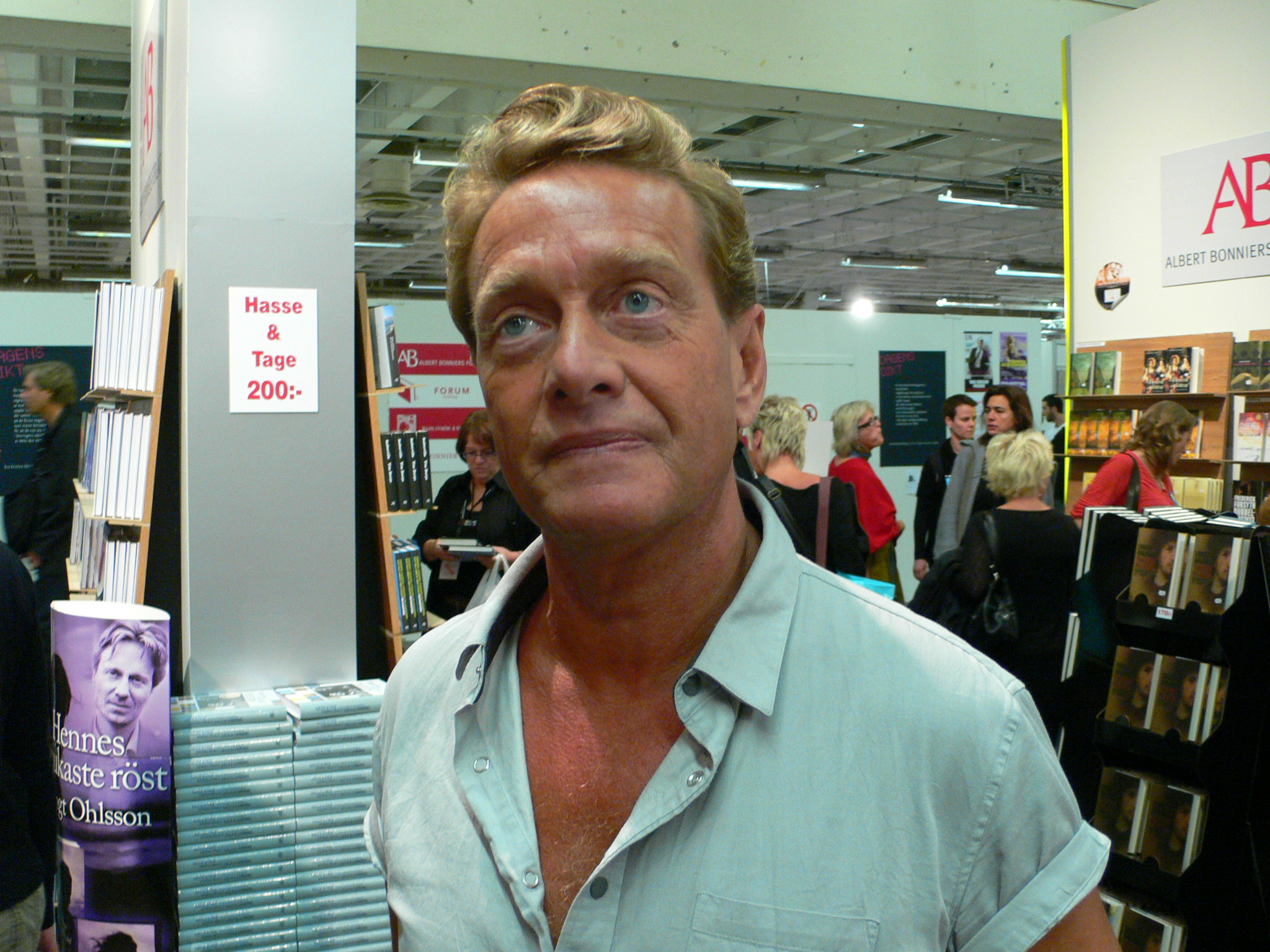
Б'єрн Ранелід, лауреат 1989 року

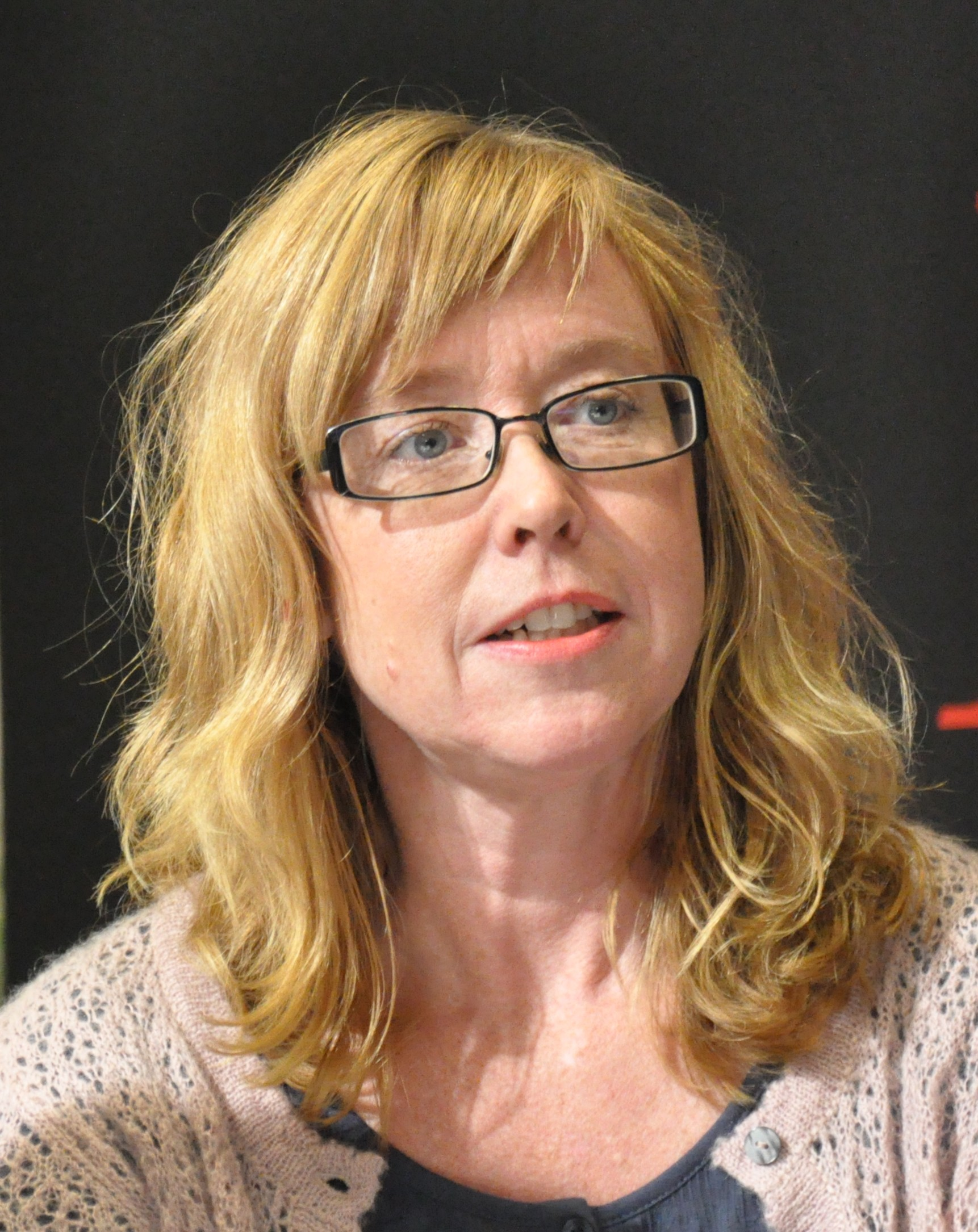
Аасе Берг, лауреатка 2011 року

Літерату́рна пре́мія газети «А́фтонбладет» (швед. Aftonbladets litteraturpris — це літературна нагорода, яку щороку журі стокгольмської вечірньої газети «Афтонбладет» присуджує «на суто мистецькому ґрунті будь-якому шведському поетові, що ще перебуває у творчому розвитку». Премію засновано 1957 року. Її грошовий еквівалент становить 50 000 шведських крон.
| Рік  | Лауреат                |
| ---- | ---------------------- |
| 1957 | Пер-Ерік Рундквіст     |
| 1958 | Томас Транстремер      |
| 1959 | Віллі Чюрклунд         |
| 1960 | Ельза Ґраве            |
| 1961 | Бірґітта Троціґ        |
| 1962 | Ларс Ґустаффсон        |
| 1963 | Естен Шестранд         |
| 1964 | Єран Пальм             |
| 1965 | Свен Дельбланк         |
| 1966 | Ерік Бекман            |
| 1967 | Б'єрн Гокансон         |
| 1968 | Бенґт Братт            |
| 1969 | Крістер Перссон        |
| 1970 | Стаффан Сееберг        |
| 1971 | Ларс Нурен             |
| 1972 | Єран Сонневі           |
| 1973 | Тобіас Берґґрен        |
| 1974 | Єран Геґґ              |
| 1975 | Єран Тунстрем          |
| 1976 | Ріта Турнборг          |
| 1977 | Ларс Андерссон         |
| 1978 | Ева Рунефельт          |
| 1979 | Ніклас Родстрем        |
| 1980 | Сіґрід Комбюхен        |
| 1981 | Рольф Юганссон         |
| 1982 | Віллі Ґранквіст        |
| 1983 | Ева Стрем              |
| 1984 | Челль Юганссон         |
| 1985 | Ульф Юлленгак          |
| 1986 | Ернст Бруннер          |
| 1987 | Маґнус Дальстрем       |
| 1988 | Петер Кільґорд         |
| 1989 | Б'єрн Ранелід          |
| 1990 | Бірґітта Лілльперс     |
| 1991 | Маре Кандре            |
| 1992 | Анн Єдерлунд           |
| 1993 | Оке Смедберг           |
| 1994 | Роберт Канґас          |
| 1995 | Арне Юганссон          |
| 1996 | Стів Сам-Сендберг      |
| 1997 | Елісабет Рюнелль       |
| 1998 | Крістіан Лундберг      |
| 1999 | Малін Ліндрот          |
| 2000 | Ларс Якобсон           |
| 2001 | Лотта Лутасс           |
| 2002 | Беате Ґрімсруд         |
| 2003 | Ларс Мікаель Рааттамаа |
| 2004 | Анна Галльберг         |
| 2005 | Матс Кольмісоппі       |
| 2006 | Сара Стрідсберг        |
| 2007 | Мір'я Унґе             |
| 2008 | Юган Єнсон             |
| 2009 | Гелена Ерікссон        |
| 2010 | Марія Зеннстрем        |
| 2011 | Аасе Берг              |
| 2012 | Юганнес Анюру          |
| 2013 | Анджей Тіхи            |
| 2014 | Іда Лінде              |
| 2015 | Джила Моссаед          |